# Pycnopogon leucostomus
Pycnopogon leucostomus är en tvåvingeart som beskrevs av Engel 1930. Pycnopogon leucostomus ingår i släktet Pycnopogon och familjen rovflugor. Inga underarter finns listade i Catalogue of Life.